# Le Tholy
Le Tholy ist eine französische Gemeinde mit 1495 Einwohnern (Stand 1. Januar 2022) im Département Vosges in der Region Grand Est (bis 2015 Lothringen). Sie gehört zum Arrondissement Saint-Dié-des-Vosges und zum Gemeindeverband Gérardmer Hautes Vosges.

## Geografie
Die Gemeinde Le Tholy liegt in den Vogesen, etwa in der Mitte des Städtedreiecks Épinal / Remiremont / Gérardmer.

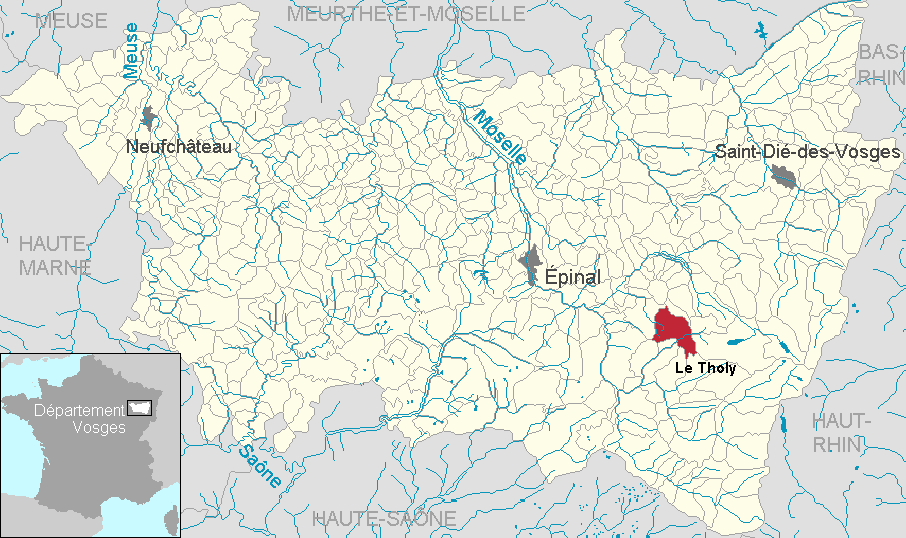
Lage der Gemeinde Le Tholy
im Département Vosges

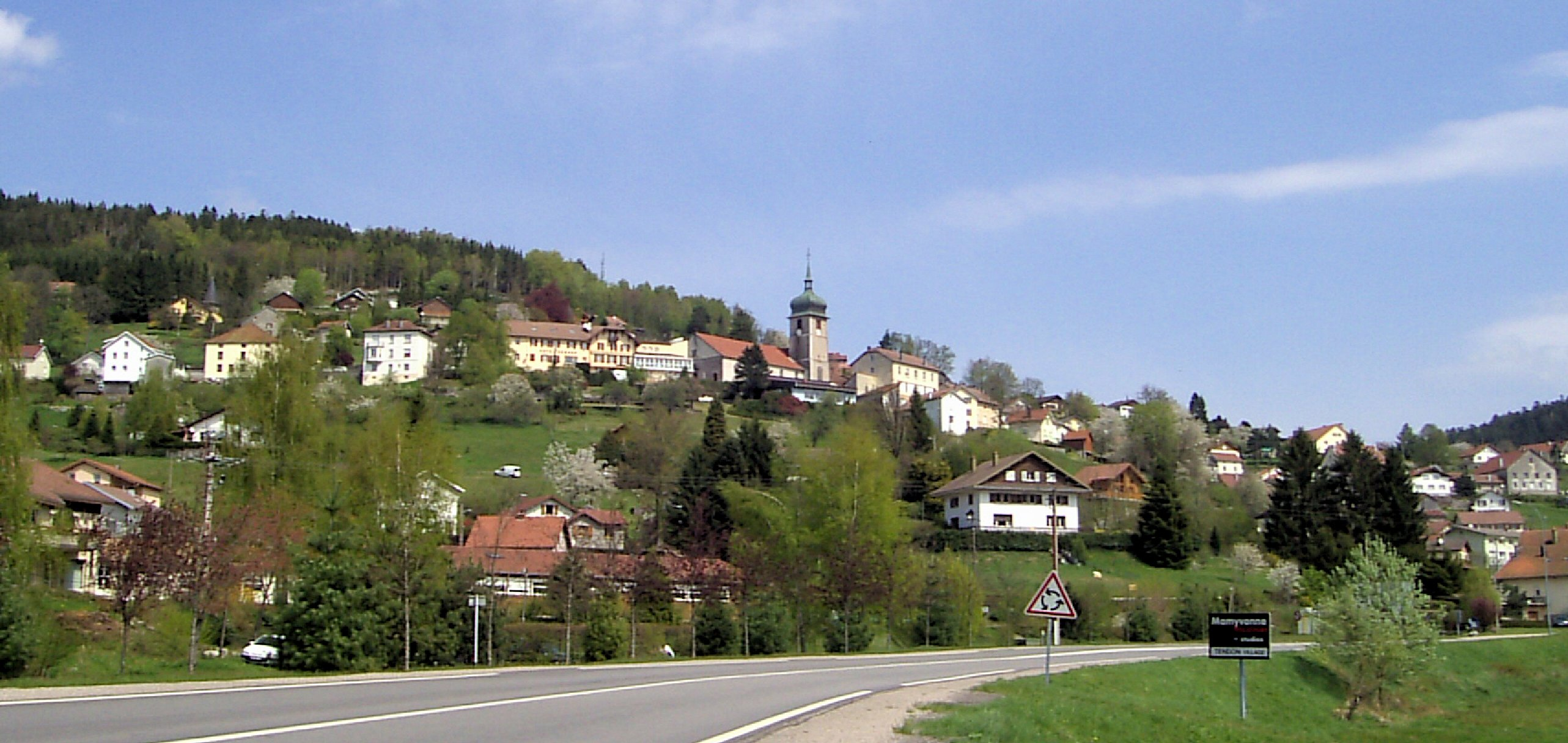
Blick von Süden auf Le Tholy

Das Gemeindegebiet von Le Tholy umfasst einen Abschnitt des bis zu 200 Meter breiten Cleurietales sowie die bis zu 893 Meter Meereshöhe erreichenden Bergrücken südlich des Tales und die nördlich und nordwestlich des Kernortes aufragenden Berge um den 827 m hohen L’Ormont oder die 728 m hohen Roches de la Moulure. Der Ort Le Tholy zieht sich vom Flussbett der Cleurie etwa 100 Meter einen Südhang hinauf und ist so von Süden her weithin sichtbar. Mehr als die Hälfte des 30,74 km² großen Gemeindeareals ist bewaldet. Es handelt sich um Anteile an den großen zusammenhängenden Forsten Bois de la Charme de l’Ormont im Nordwesten, Forêt de Fossard im Westen und Forêt de Housseramont im Süden der Gemeinde. Die Meereshöhe der Tallagen von über 500 Metern lässt kaum noch wirtschaftlichen Ackerbau zu, daher dominieren im Tal und an den unteren Hängen Viehweiden. Auch in den höheren Lagen finden sich viele Bergbauernhöfe.
Die Gemeinde unterteilt sich in folgende Wohngebiete:
- Le Centre – das eigentliche Ortszentrum
- Bonnefontaine – die nördlich des Cleurietales liegenden Höfe und Weiler
- Bouvacôte – die südlich des Cleurietales liegenden Höfe und Weiler
- Le Rain Brice – Ortsteil an der Cleurie östlich des Ortskerns

Nachbargemeinden von Le Tholy sind Rehaupal im Norden, Liézey und Gérardmer im Osten, Sapois und Vagney im Süden, Le Syndicat, La Forge und Cleurie im Südwesten sowie Tendon im Westen und Nordwesten.

## Geschichte
Der Name „Le Tholy“ könnte nach Célestin Melin, einem ehemaligen Lehrer und Heimatforscher aus Le Tholy, vom französischen „tuile“ (Ziegel) abgeleitet worden sein. Er begründet dies mit der früheren Existenz eines Tonbrennofens nahe den Lehmvorkommen im Cleurietal.
Die Gemeinde entstand 1790 aus den Weilern und Höfen rund um den Ban de Saint-Joseph. Saint-Joseph ist die Kirche in Le Tholy, deren Errichtung 1663 auf das Wirken des später heiliggesprochenen Pierre Fourier zurückgeht. Die Kirche brannte 1730 aus und wurde danach neu errichtet. An Pierre Fourrier erinnern heute noch Darstellungen auf den Glasfenstern der Kirche.

### Bevölkerungsentwicklung
| Jahr      | 1962 | 1968 | 1975 | 1982 | 1990 | 1999 | 2011 | 2021 |
| Einwohner | 1513 | 1543 | 1552 | 1583 | 1541 | 1556 | 1573 | 1515 |

Im Jahr 1881 wurde mit 1602 Bewohnern die bisher höchste Einwohnerzahl ermittelt. Die Zahlen basieren auf den Daten von cassini.ehess und INSEE.

## Sehenswürdigkeiten

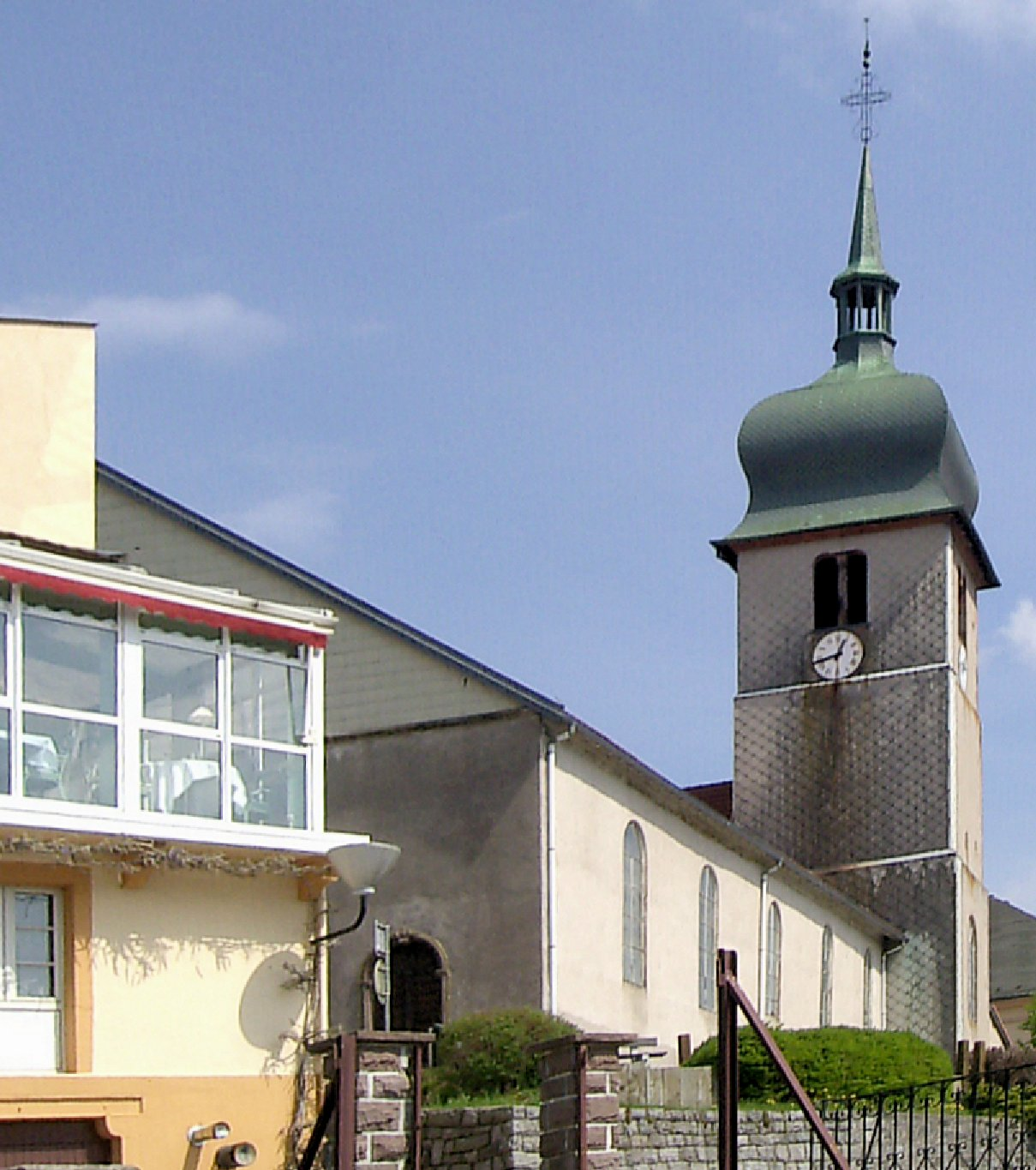
Kirche Saint-Joseph in Le Tholy

- Kirche Saint-Joseph mit einer Marienstatue aus dem Jahr 1760
- Kapelle Notre Dame du Tholy, 1946 fertiggestellt
- Wasserfälle an der Grenze zur Gemeinde Tendon (Grande Cascade, Petite Cascade de Tendon)

## Wirtschaft und Infrastruktur
Le Tholy ist heute ein Touristenort mit zahlreichen Pensionen, Hotels und Ferienhäusern. Darüber hinaus existiert ein Campingplatz. Diese Entwicklung verdankt die Gemeinde der Lage zwischen den Wasserfällen von Tendon und dem Lac de Gérardmer sowie der günstigen Verkehrsanbindung. Le Tholy ist außerdem für seine Käseproduktion überregional bekannt – hier wird Géramont und   Caprice des dieux unter dem Dach der Savencia-Gruppe hergestellt. Im Gemeindegebiet von Le Tholy sind 23 Landwirtschaftsbetriebe ansässig (Gewürzpflanzenanbau, Milchwirtschaft, Pferde-, Rinder-, Ziegen-, Schaf- und Geflügelzucht). Weitere Erwerbsgrundlagen der Einwohner sind Töpferei und Schneckenzucht. Am östlichen Rand des Gemeindegebietes wird ein Steinbruch betrieben. Einige Bewohner pendeln in die umliegenden Industriegemeinden.
Die Gemeinde Le Tholy ist Schulstandort (L'école du Centre). In Le Tholy gibt es drei Metzgereien, eine Bäckerei, eine Tankstelle, ein Lebensmittelgeschäft und einen Blumenhändler.
In Le Tholy zweigt die Fernstraße D 11 über den 676 m hohen Col de Bonnefontaine nach Épinal von der die Vogesen durchquerenden Fernstraße D 417 (Remiremont-Gérardmer-Colmar) ab. Des Weiteren bestehen Straßenverbindungen in die Nachbargemeinden Rehaupal und Liézey. Der nächste Bahnhof liegt in der 16 Kilometer entfernten Stadt Remiremont.

## Gemeindepartnerschaft
- Le Tholy pflegt seit 1981 eine Partnerschaft mit der belgischen Gemeinde Onhaye.

## Belege
1. ↑  Le Tholy auf cassini.ehess
2. ↑  Le Tholy auf INSEE
3. ↑  Landwirtschaftsbetriebe auf annuaire-mairie.fr (französisch)